# ОШ „Бора Станковић” Каравуково
ОШ „Бора Станковић” једна је од основних школа у насељу Каравуково, општини Оџаци. Основана је 1945. године, а од 1962. носи име по Бори Станковићу, српском књижевнику.

## Историјат
Основна школа „Бора Станковић” је основана 1945. године. Данашњи назив је добила 1962. по Бори Станковићу, српском књижевнику. Према попису из 2020. наставу је похађало око 260 ученика распоређених у дванаест одељења. Садрже две зграде у којима се одвија настава, као и терен за мале спортове који се налази у оквиру школе. Библиотека располаже са око 7500 наслова, а школа са око педесет рачунара. Од страних језика ученици уче енглески и руски језик. Од 1974. године до 1. октобра 1990. школа је радила у оквиру Центра за предшколско и основно образовање и васпитање „22. октобар” Оџаци. Највећи број ученика су имали шездесетих година, што је око 1600 ученика. Последњих неколико година број ученика се креће између 250 и 300, са тенденцијом опадања.